# Sibiu Cycling Tour 2015
La Sibiu Cycling Tour 2015, 5a edició de la Sibiu Cycling Tour, es disputà entre l'1 i el 5 de juliol de 2015 sobre un recorregut de 680 km repartits entre un pròleg inicial i quatre etapes, amb inici i final a Sibiu. La cursa formava part del calendari de l'UCI Europa Tour 2015, amb una categoria 2.1.
El vencedor final fou l'italià Mauro Finetto (Southeast), que s'imposà per 12" al seu compatriota Davide Rebellin (CCC Sprandi Polkowice) i per 19" al romanès Serghei Țvetcov (GW Erco Shimano). Finetto també s'imposà en les classificacions de la muntanya i per punts, mentre la dels joves fou per italià Giovanni Carboni (Unieuro Wilier) i el millor equip fou el Southeast.

## Equips
L'organització convidà a prendre part en la cursa a quatre equips continentals professionals, dotze equips continentals i una selecció nacional:
- equips continentals professionals: GW Erco Shimano, CCC Sprandi Polkowice, Nippo-Vini Fantini, Southeast
- equips continentals: Bike Aid, D'Amico Bottecchia, Differdange-Losch, GM, Itera-Katusha, Kemo Dukla Trenčín, LKT Brandenburg, Parkhotel Valkenburg, Ringeriks-Kraft, Stuttgart, Tusnad, Unieuro Wilier
- selecció nacional: Romania

## Etapes
| Etapa | Data        | Recorregut         |                           | Km       | Vencedor d'etapa      | Líder de la general        | Ref.  |
| ----- | ----------- | ------------------ | ------------------------- | -------- | --------------------- | -------------------------- | ----- |
| Pr.   | 1 de juliol | Sibiu - Sibiu      | contrarellotge individual | 2,3 km   | Rafael Andriato (BRA) | Rafael Andriato (BRA)      | [ 1 ] |
| 1a    | 2 de juliol | Sibiu - Sibiu      | Etapa de mitja muntanya   | 215,9 km | Oscar Gatto (ITA)     | Eduard-Michael Grosu (ROM) | [ 2 ] |
| 2a    | 3 de juliol | Sibiu - Păltiniș   | Etapa de muntanya         | 154,4 km | Mauro Finetto (ITA)   | Mauro Finetto (ITA)        | [ 3 ] |
| 3a    | 4 de juliol | Sibiu - Llac Bâlea | Etapa de muntanya         | 162,5 km | Alessio Taliani (ITA) | Mauro Finetto (ITA)        | [ 4 ] |
| 4a    | 5 de juliol | Sibiu - Sibiu      | Etapa accidentada         | 144,9 km | Oscar Gatto (ITA)     | Mauro Finetto (ITA)        | [ 5 ] |

## Classificació final
|    | Ciclista                 | Equip                 | Temps       |
| -- | ------------------------ | --------------------- | ----------- |
| 1  | Mauro Finetto (ITA)      | Southeast             | 17h 14' 38" |
| 2  | Davide Rebellin (ITA)    | CCC Sprandi Polkowice | + 12"       |
| 3  | Serghei Țvetcov (ROM)    | GW Erco Shimano       | + 19"       |
| 4  | Antonio Parrinello (ITA) | D'Amico Bottecchia    | + 26"       |
| 5  | Alessio Taliani (ITA)    | GW Erco Shimano       | + 33"       |
| 6  | Paolo Ciavatta (ITA)     | D'Amico Bottecchia    | + 1' 09"    |
| 7  | Nikolai Mikhàilov (BUL)  | CCC Sprandi Polkowice | + 1' 21"    |
| 8  | Sergey Pomoshnikov (RUS) | Itera-Katusha         | + 1' 23"    |
| 9  | Samuele Conti (ITA)      | Southeast             | + 2' 03"    |
| 10 | Sergey Nikolaev (RUS)    | Itera-Katusha         | + 2' 19"    |